# 介休马王庙
介休马王庙是一处古建筑，位于山西省晋中市介休市北关街道西大街139号政府院，建于清。
2021年8月4日，介休马王庙公布为第六批山西省文物保护单位。